# Carcinops gilensis
Carcinops gilensis är en skalbaggsart som först beskrevs av J. L. Leconte 1851.  Carcinops gilensis ingår i släktet Carcinops och familjen stumpbaggar. Inga underarter finns listade i Catalogue of Life.